# 암페렉스 테크놀로지 리미티드
암페렉스 테크놀로지 리미티드(Amperex Technology Limited, ATL)는 1999년 쩡위췬이 설립한 배터리 제조 회사이다. ATL은 스마트폰, 노트북, 디지털 카메라를 포함한 모바일 기기에 사용되는 리튬이온 배터리를 전문으로 생산하는 업체로서, 애플과 삼성과 같은 대형 IT 회사에 리튬이온 배터리를 공급하는 것으로 유명하다.
ATL은 홍콩에 본사를 두고 있으며, 중국 둥관과 닝더, 인도 하리아나 등에 생산시설을 두고 있다.

## 회사 역사
로빈 쩡으로 잘 알려진 쩡위췬은 1999년에 ATL을 설립했다. 쩡위췬은 홍콩에 회사 본사를 설립하고, 노트북과 MP3 플레이어용 리튬이온 배터리를 만들기 위해 미국 회사들로부터 기술 라이센스를 취득했다.
ATL은 설립 2년 만에 100만 개의 전자기기용 리튬이온 배터리를 생산할 수 있었다. 이러한 성공의 여파로 2005년 TDK에 인수되었다. TDK의 인수 후에도 쩡위췬은 황쉬린과 함께 ATL을 계속 관리했다. TDK의 인수로 ATL은 스마트폰 시장으로 생산을 확대하여 삼성과 애플과 같은 대형 IT 회사의 배터리 핵심 공급업체가 되었다.
2006년 ATL은 전기차(EV) 배터리 시장을 개척하기 시작했고, 인도 자동차 회사인 레바(Reva)로부터 첫 번째 문의가 들어왔다. EV에 사용되는 배터리와 휴대용 장치에 사용되는 배터리의 근본적인 차이를 고려하여 ATL의 설립자 쩡위췬과 황쉬린은 EV 배터리 개발을 위한 전담 연구 부서를 설립했다.
2008년, ATL의 초기 EV 배터리 중 일부는 베이징 올림픽 기간 동안 전기 버스 데모 모델에 사용되었다. 이로써 ATL은 전기차 시장에 처음으로 진출하게 되었다. 2011년, Zeng과 Huang은 ATL의 EV 배터리 사업을 새로운 회사인 Contemporary Amperex Technology Co.(CATL)로 분리했다.
ATL은 성장 궤도를 이어가며 2020년 1분기 스마트폰 배터리 시장에서 가장 큰 매출 점유율(36.5%)을 기록했다. 이후 2020년에는 인도 스마트폰 및 전기차 산업에 배터리를 공급하는 것을 목표로 하리아나에 있는 180에이커의 산업용지를 인수하여 인도로 사업을 확장했다.
ATL은 2023년 Group14 Technologies 및 AM Batteries와 전략적 파트너십을 맺었다. Group14 Technologies와의 파트너십은 ATL의 배터리 성능 향상을 위해 첨단 실리콘 배터리 기술을 통합하는 것을 목표로 했고, AM Batteries와의 협력은 용매 없는 전극 제조 기술 개발(건식전극 공정)에 초점을 맞추어 리튬이온 배터리 생산의 환경 문제를 해결을 위해 노력 중이다.